# Galeries Lafayette
‎

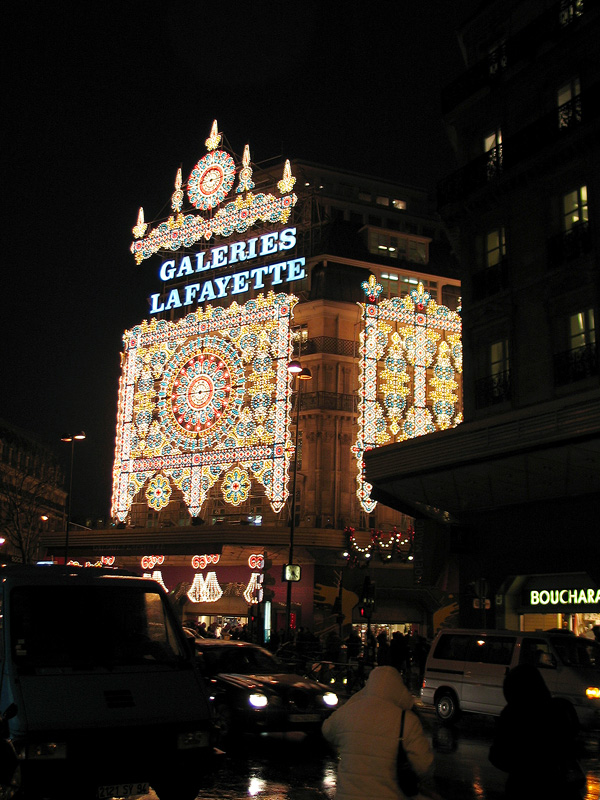
Loja principal da Galeries Lafayette na Boulevard Haussmann em Paris, no natal de 2004.

Galeries Lafayette é loja de departamentos francesa. A sua loja principal fica no Boulevard Haussmann, no 9º arrondissement de Paris, próxima da Opera Garnier, na esquina da Rue La Fayette, próxima da estação de metrô Chaussée d'Antin - La Fayette Paris. Em 2009, as Galeries Lafayette registaram receitas de mais de um bilhão de euros. Faz parte da empresa Groupe Galeries Lafayette.

## História
Em 1895, Théophile Bader e seu primo Alphonse Kahn abriram uma loja de moda em uma pequena loja de armarinhos na esquina da rue La Fayette com a Chaussée d'Antin, em Paris.  Em 1896, sua empresa comprou o edifício inteiro na 1 rue La Fayette; em 1905 adquiriram os edifícios 38, 40 e 42 boulevard Haussmann e 15 rue de la Chaussée d'Antin. Bader contratou o arquiteto Georges Chedanne e seu aluno Ferdinand Chanut para projetar a loja no local de Haussmann, onde uma cúpula de vidro e aço e escadas Art Nouveau foram concluídas em 1912.
A partir de 1921, Maurice Dufrêne dirigiu a oficina Maîtrise das Galerias Lafayette. Esta oficina de arte decorativa e mobiliário seguiu a Primavera da loja Printemps fundada em 1912 por René Guilleré, o Pomone de Le Bon Marché de Paul Follot e o Studium dos Grands Magasins du Louvre.
Em 2020. A Galeries Lafayette abriu mais de 50 lojas (incluindo lojas subsidiárias) apenas na França.

## Paris Haussmann
Galeries Lafayette Haussmann, a loja principal, está situada no Boulevard Haussmann no 9º arrondissement de Paris, próxima da Opera Garnier, na esquina da Rue La Fayette, próxima da estação de metrô Chaussée d'Antin - La Fayette Paris. Uma enorme variedade de marcas está disponível na loja para todos os orçamentos, desde pronto-a-vestir até alta costura. A arquitetura da loja é art nouveau, com uma cúpula notável e uma vista panorâmica de Paris que a tornou um ponto turístico da capital francesa. A Galeries Lafayette em Paris hospeda um popular desfile de moda semanal para os visitantes.

### História
Em 1893, Théophile Bader e Alphonse Kahn inauguraram um loja de 70 m2 (750 sq ft) na esquina da rue La Fayette com a rue de la Chaussée d'Antin, que vendia presentes inovadores. Em 1896, a empresa adquiriu todo o edifício no número 1, rue La Fayette, seguido em 1903 pelos números 38, 40 e 42 no Boulevard Haussmann, bem como no número 15, rue de la Chaussée d'Antin.

#### Arquitetura
Théophile Bader nomeou o arquiteto Georges Chedanne para chefiar as primeiras grandes reformas, concluídas em 1907. A cerimônia de inauguração desta loja aconteceu em outubro de 1912.
Em 1932, a loja foi reformada em estilo Art Déco pelo arquiteto Pierre Patou.

#### Moda e eventos
Théophile Bader adquiriu instalações de produção para fazer roupas exclusivamente para a Galeries Lafayette sob sua própria marca. Ele também fabricou versões acessíveis de roupas de grife.
Essa loja então se expandiu para incluir departamentos de roupas masculinas, móveis, brinquedos e talheres e se envolveu na organização de eventos como a aterrissagem no telhado pelo piloto francês Jules Védrines em 1919.
Em 1922, abriu oficinas de artes sob a direção artística de Maurice Dufrêne para produzir móveis, tecidos, tapetes, papéis de parede, cerâmicas e outros utensílios domésticos a preços acessíveis.
Depois da Segunda Guerra Mundial, a loja passou por uma reformulação completa.
Durante a década de 1950, acolheu grandes exposições internacionais, como “The Best of Italian Manufacturing” em 1953.
Na década de 1960, jovens designers começaram a lançar suas linhas de pronto-a-vestir na loja. A primeira estilista a ficar famosa foi Laura, em 1962. Pouco depois, ela ficou conhecida como Sonia Rykiel.
De 1980 a 1999 foram organizados “Festivais de Moda”, a fim de selecionar designs para a loja. Em 1984, a loja abriu um departamento de designers incluindo designs de Jean-Paul Gaultier e Thierry Mugler .
De 2001 a 2015, Jean-Paul Goude colaborou com a marca em campanhas publicitárias com o objetivo de dar uma identidade moderna à loja.

## Outras lojas

### Lojas no exterior abertas
- Berlim, Alemanha - A loja em Berlim, na Alemanha, foi projetada por Jean Nouvel e construída entre 1991 e 1995. Ele está situada na Friedrichstraße dois quarteirões ao sul de Unter den Linden na estação Französische Straße U-Bahn e foi inaugurado em 1996.[11]
- Jacarta, Indonésia - Galeries Lafayette abriu sua primeira loja no Sudeste Asiático após 21 anos no verão de 2013 no Pacific Place Mall. A loja, ocupa quatro pisos, operada em parceria com a PT. Mitra Adiperkasa Tbk., Que também operava as lojas de departamentos japonesas Sogo e Seibu.
- Dubai, Emirados Árabes Unidos - uma loja Galeries Lafayette foi inaugurada no Dubai Mall em 18 de maio de 2009.[12] Em fevereiro de 2011, a loja revelou o primeiro caixa eletrônico de ouro de Dubai. Os compradores podem inserir dinheiro e receber uma quantidade correspondente de pepitas de ouro ou moedas.[13]
- Pequim, China - As Galeries Lafayette abriram sua primeira loja em Pequim, China, no outono de 2013, cobrindo uma área total de mais de 47.000 metros quadrados, distribuídos em 6 andares. A loja operava como uma joint venture 50-50 entre a empresa francesa e a varejista de moda IT, com sede em Hong Kong.[14]
- Istambul, Turquia - A Galeries Lafayette inaugurou sua primeira loja no Emaar Square Mall, em Istambul, em maio de 2017, em parceria com o Grupo DEMSA.
- Xangai, China - Galeries Lafayette e sua parceira IT abriram a segunda loja principal da Galeries Lafayette no L + Mall de Xangai em Lujiazui, Pudong, em 25 de outubro de 2019.
- Luxemburgo - Em 30 de janeiro de 2018, a Galeries Lafayette inaugurou sua loja em Luxemburgo em 30 de novembro de 2019 em parceria com a CODIC, localizada dentro do projeto de planejamento urbano Royal-Hamilius construído por Norman Foster.[15]
- Doha, Catar - Em 15 de abril de 2019 Galeries Lafayette Inaugurada sua loja na 21 High Street, a loja ocupa uma área total de mais de 14.500 metros quadrados, operando em parceria com o Grupo Ali Bin Ali.[16]

### Lojas no exterior planejadas
- Istambul, Turquia - A Galeries Lafayette abrirá sua segunda unidade em Vadistanbul, em Istambul, em 2019, em parceria com o Grupo DEMSA.
- Kuwait, Kuwait - A Galeries Lafayette será a âncora do Assima Mall, com inauguração em 2019. A loja opera em parceria com o Grupo Ali Bin Ali de Doha.
- Milão, Itália - Em junho de 2014, a Galeries Lafayette anunciou que abrirá sua primeira unidade na Itália. O grupo chegou a um acordo com Westfield e Gruppo Stilo - dois grandes especialistas em shopping centers internacionais - para abrir seu primeiro 18.000 m 2 store em Milão dentro do Westfield Milano, o maior shopping center esperado da Itália.[17]
- Guiyang, Nanming, China - Em outubro de 2020, a Galeries Lafayette anunciou que abrirá seu terceiro local na China. O grupo chegou a um acordo com o HLC Commercial Estates Group para abrir um prédio de dois andares, loja de 11.500 m 2 no D. Place Shopping Mall em Guiyang, Nanming.[18][19]

### Lojas fechadas
- Nova York - Uma loja da Galleries Lafayette foi inaugurado no prédio adjacente à Trump Tower na cidade de Nova York em setembro de 1991. Não teve sucesso e fechou depois de três anos.[20][21]
- Cingapura - Uma unidade Lafayette também foi inaugurada em Cingapura, na Orchard Road, abaixo do Le Méridien Hotel, mudou-se para as Torres Liat e fechou em 1992.
- Casablanca - Em 2008, a loja anunciou um acordo de licenciamento para abrir uma loja no Morocco Mall em 2010, antes de fechar as portas em 2016. A loja Casablanca no Morocco Mall foi projetada por Davide Padoa da Design International. A coordenação do local do projeto foi liderada por Miguel Fernandes e Catia Zizzi. A Galeries Lafayette já operava uma loja em Casablanca dos anos 1920 até o início dos anos 1970.[22]

## Grupo Galeries Lafayette
O Grupo Galeries Lafayette tem sede em Paris.